# Gudmund Swenson
Gudmund Swenson (ursprungligen Muus), född omkring 1688 troligen i Göteborg, död omkring 1743-1744 i Göteborg där han begravdes 13 januari 1744, var en svensk handlare och gravör.
Han var son till köpmannen Sven Nilsson Muus och Annika Gudmundsdotter och gift första gången med Margaretha Bengtsdotter och från 1720 med Catharina Buchwald. Swenson drev en diversehandel i ett eget hus på Kyrkogatan i Göteborg men försattes i konkurs 1731. Om Swensons utbildning till gravör är källorna knapphändiga men man vet att han enligt ett protokoll från Göteborgs magistrat 1736 skapade stadens sigill. Dessutom har han ritat och graverat Eric Cederbourghs arbete En kort Beskrifning öfwer ... Götheborg 1739 samt troligen den stora utvikbara kartan i samma bok även om den är osignerad.